# Thanatus stepposus
Thanatus stepposus es una especie de araña cangrejo del género Thanatus, familia Philodromidae. Fue descrita científicamente por Logunov en 1996.

## Distribución
Esta especie se encuentra en Rusia y China.